# Sagunt (stacja kolejowa)
Sagunt – stacja kolejowa w Sagunto, we wspólnocie autonomicznej Walencja, w prowincji Walencja, w Hiszpanii. Znajduje się na linii Walencja - Tarragona (Korytarz Śródziemnomorski) i Saragossa - Walencja. Znajduje się przy Avenida del País Valencia (skrzyżowanie N-340 w Sagunto). Znajdują się tu 3 perony.
Na stacji zatrzymują się pociągu linii C-5 i C-6 Cercanías Valencia, linii L i L-6-7 i Media Distancia Renfe, pociągi Alaris i Talgo długich dystansów.

## Połączenia
- Alicante
- Barcelona Francia
- Barcelona Sants
- Huesca
- Madryt
- Murcia del Carmen
- Oropesa del Mar
- Saragossa
- Teruel
- Tortosa
- Ulldecona
- Walencja